# Hozier
Ne doit pas être confondu avec Famille d'Hozier.
Cet article possède un paronyme, voir Osier.
Andrew John Hozier-Byrne, dit Hozier, né le 17 mars 1990 à Bray, dans le comté de Wicklow, est un auteur-compositeur-interprète et musicien irlandais.
Il est connu pour son tube mondial Take Me to Church en 2013.

## Biographie

### Jeunesse et débuts
Hozier grandit dans une famille vouée à la musique, son père étant batteur dans des groupes de blues.
À plusieurs reprises, Hozier a évoqué son éducation chrétienne, et plus précisément comme quaker. Cependant, il prend du recul par rapport à la religion, ce qui façonnera plus tard sa musique.
À l'âge de quinze ans, Andrew Hozier-Byrne intègre un groupe de soul et apprend seul à jouer du piano et de la guitare. Après l'obtention de son diplôme de l'école catholique St Gerard's School (en), il commence à étudier la musique au Trinity College, où il intègre le Trinity Orchestra, formation avec laquelle il chante des standards de la pop et du rock comme des chansons de Pink Floyd ou encore de Queen. Il arrête néanmoins dès le milieu de sa première année afin d'enregistrer des démos pour Universal Music, avec pour but de se lancer dans une carrière solo. Il commence ainsi à se produire dans des cafés dublinois en 2011. À ce titre, il chante des chansons qu'il écrit et compose lui-même à l'instar de Blood.
De 2008 à 2012, il fait partie du groupe Anúna (en) ; il participe notamment à leur album Illuminations en chantant La Chanson de Mardi Gras , ainsi qu'à plusieurs représentations. De plus, il rejoint à plusieurs reprises un groupe, le Nova Collective avec lequel il chante.
Ses inspirations viennent de son enfance, que cela soit le gospel ou le jazz.

### 2013:Take Me to ChurchetHozier
En juillet 2013, Hozier publie son premier EP intitulé Take Me to Church sur Bandcamp. Le single homonyme fait, à la fin septembre, l'objet d'un clip vidéo en noir et blanc où deux hommes doivent affronter les attaques homophobes reçues lors de la révélation de leur relation. Cette chanson rapporte plusieurs prix à Hozier, dont le Billboard Music Award de la meilleure chanson rock,. En août 2014, Hozier se produit lors du festival Rock en Seine qui se tient en région parisienne chaque année.
Le 19 septembre 2014, sort son premier album, Hozier, qui comprend certaines chansons déjà présentes dans ses précédents EPs. Au mois de novembre, il interprète sa chanson Take Me to Church lors du défilé de Victoria's Secret, le Victoria's Secret Fashion Show 2014 (en), qui est diffusé au mois de décembre.
En décembre 2014, Hozier met en ligne le clip de From Eden qui met en scène Tate Birchmore, Katie McGrath et Hozier lui-même en cavale.
Le 2 mars 2015, il poste le clip de Someone New, clip dans lequel Natalie Dormer campe le rôle principal .
En avril 2015, il se produit lors du Coachella Festival, puis en juin lors du Glastonbury Festival. En novembre, il participe au concert « 24 heures de réalité et la Terre en direct : le monde regarde » organisé par Al Gore dans le cadre de la COP21.
En février 2016, il sort le clip single Cherry Wine avec Saoirse Ronan, dont les bénéfices sont intégralement reversés à une vingtaine d'associations luttant contre les violences conjugales. Ce titre est suivi par Better Love, qui est présent dans la bande originale du film Tarzan sorti en 2016.
Il interrompt sa tournée en mars 2016 pour se consacrer à son deuxième album.

### 2018 - 2019:Nina Cried PoweretWasteland, Baby!
Le 7 septembre 2018, Hozier sort un nouvel EP, Nina Cried Power, qui se compose de quatre chansons : Nina Cried Power, NFWMB, Moment's Silence (Common Tongue) et Shrike. Le 12 septembre, il met en ligne le clip de Nina Cried Power qui est un duo avec Mavis Staples. Ce clip présente quelques activistes irlandais qui se sont battus ces dernières années pour défendre leur cause, en train d'écouter Nina Cried Power, chanson qui évoque le fait de résister et de se battre. Le titre même est une référence à Nina Simone qui a revendiqué cette résistance. Nina Simone, source d'inspiration majeure pour Hozier, est citée avec Billie Holiday ou encore Marvin Gaye.
À partir de la sortie de ce nouvel EP, Hozier part en tournée européenne.
Le 14 novembre 2018, Hozier dévoile une nouvelle chanson, Movement[source insuffisante], qui figure sur son album à venir sous forme de clip. Dans ce clip, l'on retrouve Sergueï Polunin, dont les paroles parlent (« You're less Polunin leapin »). Ce danseur ukrainien émérite avait auparavant dansé sur Take Me to Church sous la direction de David LaChapelle.
Cet EP présage son deuxième album studio, Wasteland, Baby! qui sort le 1er mars 2019. Ce nouvel album s'articule autour de quatorze chansons dont Nina Cried Power et Shrike, qui étaient déjà présentes sur l'EP six mois plus tôt. Le 6 mars 2019, une semaine après la sortie de son album, Hozier sort le clip de Dinner and Diatribes[source insuffisante] avec Anya Taylor-Joy en protagoniste. Pour promouvoir son nouvel album, Hozier repart en tournée aux États-Unis.
Le 16 avril 2019, il poste le clip d'Almost (Sweet Music)[source insuffisante] sur YouTube. Cette chanson est un hymne aux souvenirs que nous procure la musique, dans le cas d'Hozier les standards de jazz qu'il cite tout au long de cette chanson.
A l'automne 2021, il collabore avec le duo italien Meduza pour sortir Tell it to my heart le 29 octobre 2021. Le 3 décembre de la même année, le clip officiel de la chanson est posté sur YouTube.

### 2023 - 2025:Unreal Unearth
Fier de ce succès, il entame alors une tournée mondiale puis sort en 2024 de nouveaux titres, à la fois qui viennent compléter son troisième album (Nobody's Soldier, Too Sweet...) mais qui sont également des titres qu'il n'avait jamais sortis de l'ère Wasteland, Baby (Why Would be Loved). Le 17 mars 2023, Hozier inaugure une nouvelle ère qui préfigure la sortie de son troisième album. Ainsi, il sort un E.P intitulé Eat Your Young, allusion à l'un des trois titres de cette sortie. Le 18 août 2023, Hozier sort Unreal Unearth, un album composé de 16 titres, dont Eat Your Young et All Things End, déjà présents sur l'EP. Cet album lui est inspiré par le confinement mais également par les écrits de Dante.[réf. souhaitée]

## Discographie

### Albums studio
- 2014 : Hozier
- 2019 : Wasteland, Baby!
- 2023 : Unreal Unearth

### EPs
- 2013 : Take Me to Church
- 2014 : From Eden (en)
- 2015 : Live in America
- 2018 : Nina Cried Power
- 2024 : Unheard (en)

### Singles
- 2013 : Take Me to Church
- 2014 : Arsonist's Lullabye
- 2014 : Sedated (en)
- 2014 : From Eden (en)
- 2015 : Work Song (en)
- 2015 : Someone New (en)
- 2016 : Cherry Wine
- 2016 : Better Love
- 2018 : Movement
- 2019 : Almost (Sweet Music)
- 2022 : Blood Upon the Snow (en vedette avec Bear McCreary)
- 2024 : Too Sweet

## Distinctions

### Récompenses
- European Border Breakers Award 2015 :
  - Album de l'année
- Billboard Music Awards 2015 (en) :
  - Meilleur artiste rock
  - Meilleure chanson rock
- Teen Choice Awards 2015 :
  - Meilleure chanson rock (en)
- BBC Music Awards 2015 (en) :
  - Chanson de l'année

### Nominations
- MTV Europe Music Awards 2014 :
  - Meilleure chanson avec un message (en)
- Grammy Awards 2015 :
  - Chanson de l'année
- Billboard Music Awards 2015 (en) :
  - Meilleur nouvel artiste
  - Chanson la plus jouée
  - Meilleur album rock
- MTV Video Music Awards 2015 :
  - Meilleure vidéo rock
  - Meilleure réalisation
- American Music Awards 2015 :
  - Meilleur artiste alternatif (en)
- BBC Music Awards 2015 (en) :
  - Artiste international de l'année
- Los Premios 40 Principales (en) 2015 (en) :
  - Meilleur nouvel artiste international (en)
  - Meilleur clip international (en)
- Prix Juno de 2016
  - Album international de l'année (en)